# Hermissenda
Hermissenda is een geslacht van weekdieren uit de klasse van de Gastropoda (slakken).

## Soorten
- Hermissenda crassicornis (Eschscholtz, 1831)
- Hermissenda emurai (Baba, 1937)
- Hermissenda opalescens (J. G. Cooper, 1863)